# 鄧肯·麥堅時
鄧肯·麥堅時（Duncan McKenzie，1950年6月10日—）生於英格蘭格里姆斯比（Grimsby），是一名前足球運動員，在1970年代擔任多支球隊的前鋒，包括及等。

## 生平
麥堅時出身於，於1973/74年球季射入28球而成為乙組聯賽神射手。他是1974年白賴仁·哥洛夫（Brian Clough）在擔任短短44天領隊期間簽入唯一的球員，其24萬英鎊身價當時是列斯聯以至全英格蘭最高轉會費。最初麥堅時吸引傳媒注意是其足球以外的成就，包括在30,000觀眾前跨越一部迷你房車；或投擲高爾夫球超越整個足球場草坪的長度等。但在列斯聯站穩腳後，麥堅時即以其出色的足球技巧吸引注目，1975/76年球季麥堅時成功與阿倫·奇勒（Allan Clarke）組成前鋒拍檔，並於39場比賽射入16球成為球隊首席神射手。麥堅時雖然球技高超，卻有演出不穩定的毛病，在大賽時龍精虎猛，但平日卻無影無蹤，因此於季後以20萬英鎊被賣往比利時的，但他在1976年12月即返回英格蘭，同樣以20萬英鎊加盟。 
在加入愛華頓後僅一個月，負責簽入他的領隊比利·冰咸（Billy Bingham）即為革退，而他與繼任的哥頓·李爾（Gordon Lee）卻意見不合，未能在前線擔任其最稱心的自由發揮角色，因而離隊他投。在愛華頓期間的代表作是1977年足總盃準決賽對利物浦首場2-2和局的比賽。1978年9月麥堅時以16萬5,000英鎊加盟，再於一年後以8萬英鎊轉投。1981年到美國加盟塔爾薩鑽機工（Tulsa Roughnecks）及芝加哥蜂螫（Chicago Sting）。
最後於1983年2月到香港協助新升班的菱電護級，菱電季前聲勢浩大，但首循環僅錄得9戰2勝2和5負得6分的劣績，更由前港隊教練包勤取代黃文偉任教，期間上陣7場射入3球，於4月25日對流浪下半場後備上場，一傳一頂扭轉局勢反勝2-1，為菱電取得次循環首場勝仗，下場對海蜂更射入兩球協助球隊3-1獲勝，於5月22日在大陂頭2-2賽和精工後成功保級。6月8日在大球場謝幕戰對已確定降班的南華，麥堅時上半場完場前「擺烏龍」為對方先開紀錄，終場0-3結束其四個月在香港的比賽，而他亦於球季完結後退役。
在香港效力全紀錄
| 日期          | 對賽球隊 | 比數 | 入球 |
| ------------- | -------- | ---- | ---- |
| 1983年3月4日  | 東方     | 1-3  | 0    |
| 1983年3月20日 | 東昇     | 0-0  | 0    |
| 1983年4月25日 | 流浪     | 2-1  | 1    |
| 1983年5月13日 | 海蜂     | 3-1  | 2    |
| 1983年5月22日 | 精工     | 2-2  | 0    |
| 1983年5月30日 | 荃灣     | 1-0  | 0    |
| 1983年6月8日  | 南華     | 0-3  | 0    |

3月30日3-3賽和寶路華及4月19日0-0賽和愉園兩場比賽沒有上陣

## 後足球事業
退役後麥堅時在報紙撰寫專欄，同時亦擔任晚餐後演講者（after-dinner speaker）。麥堅時亦代替丹尼·貝加（Danny Baker）在BBC直播第五台（Radio Five Live）主持「6-0-6」Phone-in節目。

## 外部連結
- 鄧肯·麥堅時個人網站（英文）